# Mistrzostwa Włoch w rugby union kobiet (2011/2012)
Mistrzostwa Włoch w rugby union kobiet (2011/2012) – dwudziesta pierwsza edycja zarządzanej przez Federazione Italiana Rugby najwyższej klasy rozgrywkowej w kobiecym rugby union we Włoszech, a dwudziesta ósma ogółem. Zawody odbywały się w dniach 9 października 2011 – 28 kwietnia 2012. Tytułu mistrzowskiego zdobytego w poprzednim sezonie broniła drużyna Red Panthers.
Piąty tytuł w historii klubu zdobyła drużyna Riviera del Brenta pokonując w rozegranym na Stadio Comunale Gianni Visentin w Paese finale rozgrywek obrońców tytułu 26–20.

## System rozgrywek
Do rozgrywek przystąpiło ostatecznie dziewięć zespołów, które zostały podzielone na dwie grupy. Rozgrywki ligowe prowadzone były w pierwszej fazie systemem kołowym według modelu dwurundowego w okresie jesień-wiosna. Druga faza rozgrywek obejmowała mecze systemem pucharowym o mistrzostwo kraju. Do półfinałów awansowały trzy pierwsze drużyny z grupy 1, a czwarta drużyna grupy 1 rozegrała baraż o półfinał ze zwycięzcą grupy 2. Półfinały rozgrywane były w formie dwumeczu, z pierwszym meczem na boisku drużyny, która po rundzie zasadniczej była niżej sklasyfikowana. Finał zaś odbył się na neutralnym stadionie.
Najsłabsza drużyna grupy 1 została relegowana, natomiast zwycięzca grupy 2 uzyskał awans.

## Faza grupowa

### Grupa 1
| 9-10-2011 | 1 ⇐ kolejka ⇒ 6            | 27-11-2011 |
| --------- | -------------------------- | ---------- |
| 0-31      | Red & Blu - Valsugana      | 7-20       |
| 3-11      | Riviera del Brenta - Monza | 14-17      |

| 6-11-2011 | 4 ⇐ kolejka ⇒ 9     | 22-1-2012 |
| --------- | ------------------- | --------- |
| 5-3       | Valsugana - Monza   | 10-17     |
| 0-49      | Red & Blu - Treviso | 17-24     |

| 16-10-2011 | 2 ⇐ kolejka ⇒ 7                | 4-12-2011 |
| ---------- | ------------------------------ | --------- |
| 10-20      | Monza - Treviso                | 3-15      |
| 15-11      | Valsugana - Riviera del Brenta | 5-51      |

| 13-11-2011 | 5 ⇐ kolejka ⇒ 10             | 25-3-2012 |
| ---------- | ---------------------------- | --------- |
| 61-18      | Treviso - Riviera del Brenta | 21-36     |
| 36-0       | Monza - Red & Blu            | 21-5      |

| 23-10-2011 | 3 ⇐ kolejka ⇒ 8                | 15-1-2012 |
| ---------- | ------------------------------ | --------- |
| 52-0       | Riviera del Brenta - Red & Blu | 29-10     |
| 34-0       | Treviso - Valsugana            | 55-0      |

## Wyniki
| 9-10-2011 | 1 ⇐ kolejka ⇒ 4      | 4-12-2011 |
| --------- | -------------------- | --------- |
| 30-0      | Pesaro - CUS Ferrara | 34-5      |
| 19-29     | Benevento - Colorno  | 29-23     |

| 23-10-2011 | 2 ⇐ kolejka ⇒ 5         | 15-1-2012 |
| ---------- | ----------------------- | --------- |
| 7-57       | CUS Ferrara - Benevento | 10-31     |
| 10-17      | Pesaro - Colorno        | 0-36      |

| 13-11-2011 | 3 ⇐ kolejka ⇒ 6       | 25-3-2012 |
| ---------- | --------------------- | --------- |
| 53-15      | Benevento - Pesaro    | 10-31     |
| 0-48       | CUS Ferrara - Colorno | 3-55      |

## Faza pucharowa

### Baraż o półfinał
| 1 kwietnia 2012 | Valsugana Padova | 51:0 | Colorno |  |
| 1 kwietnia 2012 |                  | 51:0 |         |  |

### Półfinały
| 15 kwietnia 2012 | Valsugana Padova | 5:5 | Red Panthers | Padwa |
| 15 kwietnia 2012 |                  | 5:5 |              | Padwa |

| 15 kwietnia 2012 | Riviera del Brenta | 32:18 | Monza | Mira |
| 15 kwietnia 2012 |                    | 32:18 |       | Mira |

| 22 kwietnia 2012 | Red Panthers | 35:15 | Valsugana Padova | Treviso |
| 22 kwietnia 2012 |              | 35:15 |                  | Treviso |

| 22 kwietnia 2012 | Monza | 0:20 | Riviera del Brenta | Adriano Chiolo, Monza |
| 22 kwietnia 2012 |       | 0:20 |                    | Adriano Chiolo, Monza |

### Finał
| 28 kwietnia 201217:00 | Red Panthers | 20:26 | Riviera del Brenta | Stadio Comunale Gianni Visentin, Paese Sędzia: Federica Guerzoni |
| 28 kwietnia 201217:00 |              | 20:26 |                    | Stadio Comunale Gianni Visentin, Paese Sędzia: Federica Guerzoni |